# Monferran-Savès
Monferran-Savès é uma comuna francesa na região administrativa da Occitânia, no departamento de Gers. Estende-se por uma área de 24.68 km², e possui 811 habitantes, segundo o censo de 2018, com uma densidade de 33 hab/km².